# Hoa (peuple)
Pour les articles homonymes, voir Hoa.

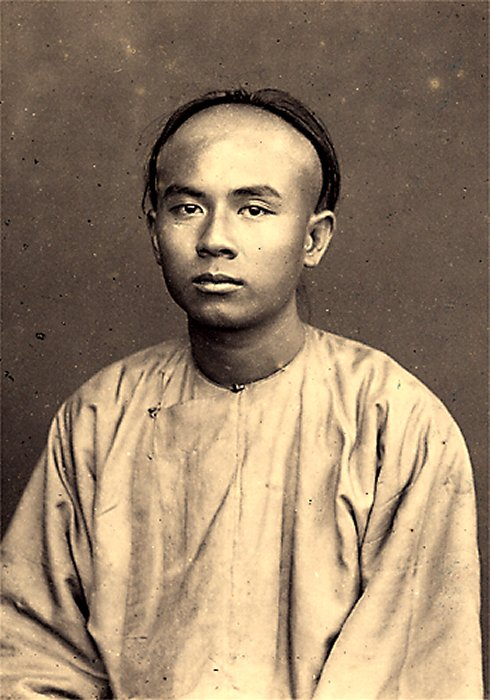
Jeune homme Hoa à Hanoï en 1885 (photographie du docteur Hocquard)

Les Hoa (chinois traditionnel : 華人 ; pinyin : Huárén ; cantonais Yale : Wa Yan ; vietnamien (quốc ngữ): người Hoa) sont une minorité ethnique du Viêt Nam considérée comme faisant partie de la diaspora chinoise. Ils sont souvent appelés Chinois vietnamiens ou Vietnamiens chinois, ainsi que Sino-Vietnamiens ou diaspora chinoise au/du Viêt Nam par les Vietnamiens, la diaspora vietnamienne et le reste de la diaspora chinoise. Le gouvernement vietnamien différencie les Hoa de deux autres groupes de locuteurs chinois, les San Diu et les Ngái, habitant également le Viêt Nam.

## Population
Les Hoa sont l'une des plus grandes communautés chinoises de l'Asie du Sud-Est. En 2011, la communauté compte environ 855 000 personnes, soit 0,95 % de la population vietnamienne. Ils parlent encore pour un grand nombre d'entre eux le cantonais.

## Histoire contemporaine
En 1930, au temps de l'Indochine française, les Chinois représentaient 3,5 % de la population en Cochinchine et au Cambodge et 35 000 personnes au Tonkin (0,4 % de la population). Ils étaient citadins à 60 %, contre 5 % des Vietnamiens. Avant la chute de Saïgon en 1975, les Hoa étaient proportionnellement surreprésentés dans le secteur des affaires et du commerce (au Sud-Vietnam). Des centaines de milliers d'entre eux ont fui le pays après 1975 et dans les années 1980 au moment de la guerre sino-vietnamienne, rejoignant les masses de boat-people, émigrant sur des embarcations de fortune.
Priscilla Chan, épouse de Mark Zuckerberg, est issue de ce groupe ethnique.